# Claire Vergnaud
Pour les articles homonymes, voir Vergnaud.
Claire Vergnaud, née le 2 avril 1930 à Rouy (Nièvre), et décédée le 24 février 2025, est une femme politique française. Membre du Parti communiste français, elle est députée de Paris de 1967 à 1968.

## Biographie
Opératrice mécanographe de profession, Claire Vergnaud est candidate aux élections législatives de 1962 dans la 30e circonscription de Paris, contre l'UNR Marc Saintout et arrive en tête du premier tour. Mais elle est battue au second tour en raison du report des voix du centriste Roger Pinoteau.
De nouveau candidate en 1967, elle remporte le scrutin en devançant la candidate de l'UD-Ve, Solange Troisier, avec 51,36 % des voix. Après un mandat écourté par la dissolution de l'Assemblée par le général de Gaulle, elle perd son siège, remporté par le gaulliste Roland Carter.